# Frédéric Rossif
Frédéric Rossif, né le 16 février 1922 à Cetinje, au Monténégro, (alors Royaume des Serbes, Croates et Slovènes), et mort le 18 avril 1990 à Paris 1er, est un documentariste et réalisateur français.

## Biographie
Frédéric Rossif part à 15 ans faire des études à Rome avant de s'engager à la Légion étrangère, en 1941, dans la 13e DBLE. Il participe alors à la campagne d'Italie, notamment à la bataille du Garigliano puis au débarquement de Provence en septembre 1944. Le 8 janvier 1945, il est fait prisonnier par les Allemands dans le secteur de Kogenheim (Bas-Rhin). Il est libéré par les alliés le 28 avril 1945 puis démobilisé le 31 août 1945 de la même année.
Il choisit alors de rester en France. Il travaille au Club Saint-Germain et fréquente Jean-Paul Sartre, Albert Camus, Boris Vian, Malcolm Lowry, Ernest Hemingway.
Collaborateur très actif de la Cinémathèque française dès 1948, il organise pour celle-ci, de 1949 à 1950, un festival d'avant-garde à Antibes. Il entre à la RTF en 1952 et participe à la création de Cinq colonnes à la une ainsi qu'à Éditions spéciales et La Vie des animaux comme producteur.
Il collabore également à l'émission Cinépanorama de François Chalais. Le Manifeste des 121, titré « Déclaration sur le droit à l’insoumission dans la guerre d’Algérie », est signé par des intellectuels, universitaires et artistes et publié le 6 septembre 1960. À l'Office de radiodiffusion-télévision française les signataires se voient interdire toute collaboration au sein d'un comité de réalisation, tout rôle, interview, citation d'auteur ou compte rendu d'ouvrage. Frédéric Rossif et François Chalais décident d'interrompre la réalisation de leurs émissions Cinépanorama. François Chalais commente : « Il nous devient impossible de rendre compte de l'ensemble de l'actualité cinématographique. Si Marilyn Monroe vient à Paris, je ne pourrai même pas la présenter aux téléspectateurs car elle me parlera de son prochain film tiré d'une œuvre de Sartre. » Le ministre de l'Information décide alors que François Chalais doit cesser tous rapports avec la R.T.F. La solidarité des réalisateurs et producteurs obtient la levée de l'interdiction.

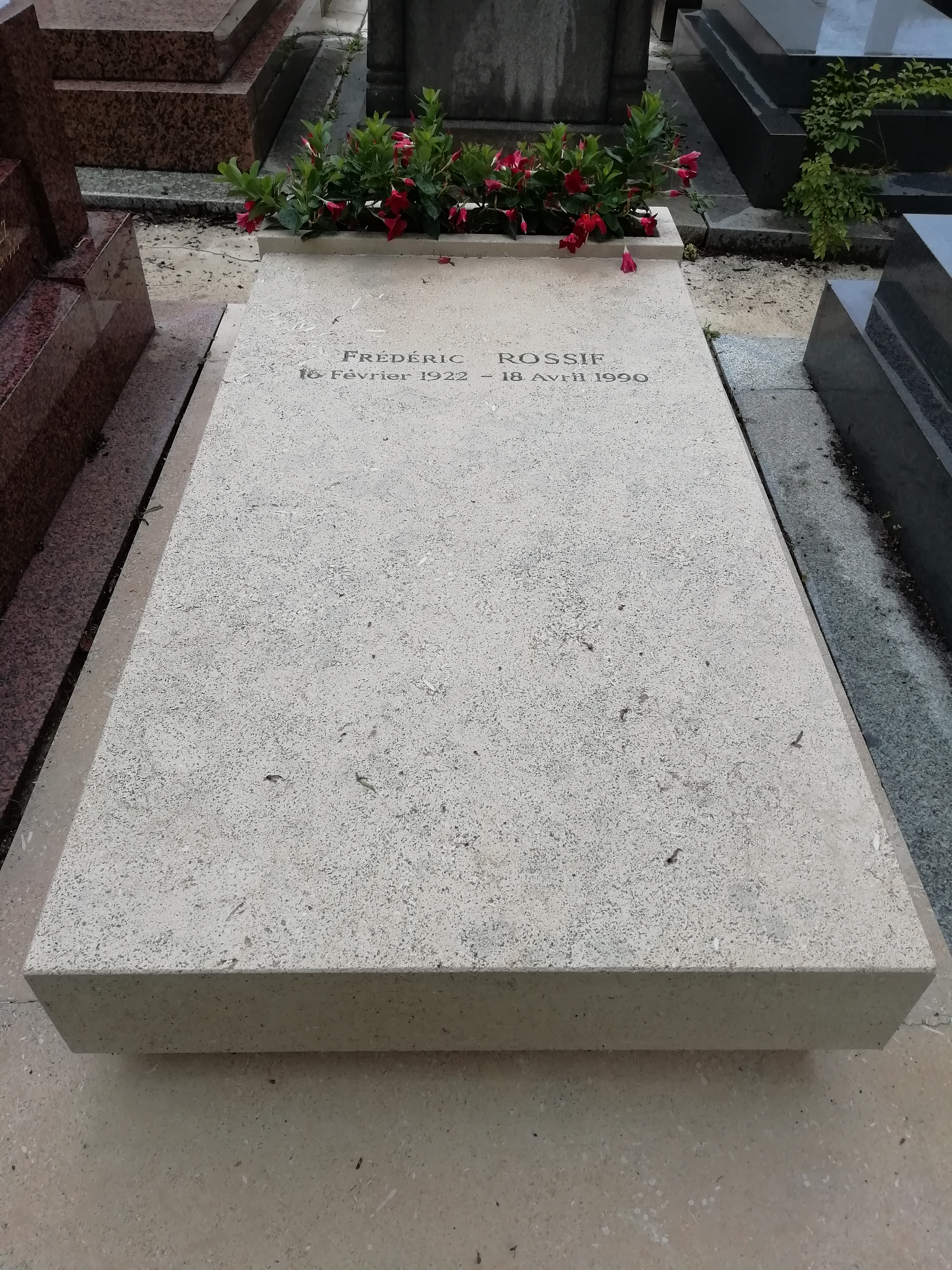
Tombe de Frédéric Rossif au cimetière du Montparnasse (division 8).

Il se spécialise dans le documentaire animalier et le documentaire de montage avec des images d'archives. Il collabore avec le musicien Vangelis sur L'Opéra sauvage, L'Apocalypse des animaux et De Nuremberg à Nuremberg, terminé en 1989. Ce dernier documentaire retrace l'histoire de l'Allemagne nazie et de la Seconde Guerre mondiale, de la prise du pouvoir par Adolf Hitler en 1933 au verdict du procès de Nuremberg en 1946.
Il réalise aussi des portraits : Georges Braque ou le Temps différent (1974), Georges Mathieu ou la Fureur d'être (1974), Pablo Picasso, peintre (1980), Jacques Brel (1982). Il collabore également avec le compositeur Jean-Michel Jarre.
Mort à 68 ans, Frédéric Rossif est enterré au cimetière du Montparnasse (division 8).
Dans le 12e arrondissement de Paris, le square Frédéric-Rossif lui rend hommage.

## Filmographie

### Assistant réalisateur
- 1952 : La Villa Santo-Sospir de Jean Cocteau

### Réalisateur
- 1951 : Matisse, co-réalisé avec Henri Langlois (court-métrage)
- 1952-1966 : La Vie des animaux présentée par Claude Darget
- 1952-1970 : Chagall dans son jardin à Saint-Paul-de-Vence, co-réalisé avec Henri Langlois (court-métrage)
- 1959 : Imprévisibles nouveautés
- 1961 : Le Temps du ghetto
- 1961 : Nos amies les bêtes
- 1962 : De notre temps
- 1963 : Pour l'Espagne ; Mourir à Madrid
- 1965 : Les Animaux
- 1966 : La Cité des hommes
- 1967 : La Révolution d'octobre
- 1968 : Un mur à Jérusalem
- 1969 : Pourquoi l'Amérique ?
- 1971 : Aussi loin que l'amour
- 1971 : Georges Mathieu ou la Fureur d'être
- 1972 : L'Apocalypse des animaux
- 1975 : L'Opéra sauvage (22 émissions jusqu'en 1981)
- 1975 : Le Cantique des créatures : Georges Braque ou le Temps différent
- 1976 : La Fête sauvage
- 1980 : Pablo Picasso, peintre
- 1982 : Jacques Brel
- 1984 : Sauvage et Beau
- 1985 : La Mémoire et la Volonté (Gabon)
- 1986 : Le Cœur musicien
- 1989 : De Nuremberg à Nuremberg
- 1990 : Les Sentinelles Oubliées

### Acteur
- 1954 : Si Versailles m'était conté... de Sacha Guitry
- 1966 : Voilà l'ordre, court-métrage de Jacques Baratier
- 1990 : Tatie Danielle d'Étienne Chatiliez : l'homme aux canards

## Distinctions
- 1963 : Prix Jean-Vigo pour Mourir à Madrid

## Postérité: Prix Frédéric Rossif
Le Prix Frédéric Rossif a été créé et attribué en 1991 au film Octavio de Camille de Casabianca. Remis par la ministre française Catherine Tasca, il rassemblait un jury de personnalités dont le Professeur François Jacob.  Il a été relancé à l'initiative de Jordan Plevnes en 2017. Cette année-là, le lauréat de ce prix est Kiro Urdin,.

### Sources primaires
- Archives de la Société des amis du musée de la Légion étrangère